# Springedderkopper
Springedderkopper (latin: Salticidae) er en familie indenfor ordenen edderkopper. Familien tæller på verdensplan over 5.000 arter, hvilket gør den til den største familie indenfor edderkopperne. Den danske liste tæller 32 arter.

## Udseende og anatomi
Springedderkopperne er relativt lette at kende. Benene er korte, kraftige og næsten lige lange. De forreste to ben er særlig kraftige, da disse bruges til at gribe og fastholde byttet med. Forkroppen er bredest fortil, kraftig og med en høj pande. De otte øjne er placeret med fire fremadrettede, hvoraf de to midterste er særligt store. Disse giver springedderkopperne et meget skarpt syn (bedre end andre edderkoppers). På forkroppens to sider sidder hver to øjne, der gør, at springedderkopperne også kan se bagud. Den største danske art er Stor Springedderkop (Marpissa muscosa) med en kropslængde på 10mm.

## Jagtteknik
Springedderkopperne er dagaktive og lokkes frem af solskinnet for at jage. Mange har nok set den i Danmark hyppigt forekommende Almindelig Zebraedderkop (Salticus scenicus) jage på solbeskinnet mur med hurtige rykvise bevægelser. Springedderkopperne sniger sig som en kat ind på byttet for til sidst at udføre et kraftigt spring, der for enkelte arters vedkommende kan være helt op til 20-25 gange deres egen længde. Lige inden springet løfter de deres kraftige forben samt strækker deres bagben med meget stor kraft, hvorved edderkoppen sendes af sted med op til 80 km/t. Inden springet har edderkoppen hæftet en silketråd (sikringstråd) til underlaget. 

## Klassifikation af danske springedderkopper
- Familie Springedderkopper Salticidae
  - Slægt Salticus
    - Art Almindelig Zebraedderkop Salticus scenicus (Clerck, 1757)
    - Art Skovzebraedderkop Salticus cingulatus (Panzer, 1797)
    - Art Salticus zebraneus (C. L. Koch, 1837)

  - Slægt Sortspringere Heliophanus
    - Art Heliophanus cupreus (Walckenaer, 1802)
    - Art Heliophanus dubius (C. L. Koch, 1835)
    - Art Heliophanus flavipes (Hahn, 1831)

  - Slægt Marpissa
    - Art Stor Springedderkop Marpissa muscosa (Clerck, 1757)
    - Art Klitspringedderkop Marpissa nivoyi (Lucas, 1846)
    - Art Marpissa pomatia (Walckenaer, 1802)
    - Art Marpissa radiata (Grube, 1859)

  - Slægt Bianor
    - Art Guldspringer Bianor aurocinctus (Ohlert, 1865)

  - Slægt Ballus
    - Art Ballus depressus (Walckenaer, 1802)

  - Slægt Neon
    - Art Dværgspringer Neon reticulatus (Blackwall, 1853)

  - Slægt Euophrys
    - Art Euophrys aequipes (O. P.-Cambridge, 1871)
    - Art Euophrys erratica (Walckenaer, 1826)
    - Art Euophrys frontalis (Walkenaer, 1802)
    - Art Vinduesspringer Euophrys lanigera (Simon, 1871)
    - Art Euophrys petrensis (C. L. Koch, 1837)

  - Slægt Sitticus
    - Art Sitticus caricis (Westring, 1861)
    - Art Mosespringer Sitticus floricola (C. L. Koch, 1837)
    - Art Murspringer Sitticus pubescens (Fabricius, 1775)

  - Slægt Attulus
    - Art Attulus cinereus (Westring, 1861)
    - Art Attulus saltator (Simon, 1868)

  - Slægt Evarcha
    - Art Broget springedderkop Evarcha arcuata (Clerck, 1757)
    - Art Evarcha falcata (Clerck, 1757)

  - Slægt Aelurillus
    - Art Aelurillus v-insignitus (Clerck, 1757)

  - Slægt Phlegra
    - Art Phlegra fasciata (Hahn, 1826)

  - Slægt Myrespringedderkopper Synageles
    - Art Myrespringedderkop Synageles venator (Lucas, 1836)

  - Slægt Pellenes
    - Art Treplettet springedderkop Pellenes tripunctatus

  - Slægt Hasarius
    - Art Hasarius adansoni (Audelin, 1825)

  - Slægt Dendryphantes
    - Art Dendryphantes hastatus (Clerck, 1757)
    - Art Dendryphantes rudis (Sundevall, 1832)